# 九州矯正管区
九州矯正管区（きゅうしゅうきょうせいかんく）は、法務省矯正局が所管している日本に8つある矯正管区の1つ。2025年4月1日までは福岡矯正管区という名称が使用されていた。

## 所管
福岡・佐賀・長崎・熊本・大分・宮崎・鹿児島・沖縄の各県にある行刑施設・少年施設の監督

## 所在地
福岡市東区若宮五丁目3番53号

## 所管施設一覧

### 行刑施設（刑務所・拘置所）
- 北九州医療刑務所
- 福岡刑務所
- 麓刑務所
- 長崎刑務所
- 熊本刑務所
- 大分刑務所
- 宮崎刑務所
- 鹿児島刑務所
- 沖縄刑務所
- 佐賀少年刑務所
- 福岡拘置所

### 少年施設（少年院・少年鑑別所）
- 筑紫少女苑
- 福岡少年院
- 佐世保学園 （2023年閉鎖）[1]
- 人吉農芸学院
- 中津少年学院
- 大分少年院
- 沖縄少年院
- 沖縄女子学園
- 福岡少年鑑別所[2]
  - 小倉少年鑑別支所[3]
- 佐賀少年鑑別所[4]
- 長崎少年鑑別所
- 熊本少年鑑別所[5]
- 大分少年鑑別所[6]
- 宮崎少年鑑別所[7]
- 鹿児島少年鑑別所[8]
- 那覇少年鑑別所[9]